# Merry Hermanus
 (janvier 2021).
Si vous disposez d'ouvrages ou d'articles de référence ou si vous connaissez des sites web de qualité traitant du thème abordé ici, merci de compléter l'article en donnant les références utiles à sa vérifiabilité et en les liant à la section « Notes et références ».
Auguste, Merry Hermanus, né le 7 février 1944 à Bruxelles est un homme politique belge bruxellois, membre du Parti socialiste (PS).

## Biographie
Auguste, Merry Hermanus est licencié en Sciences politiques et diplomatiques (ULB, 1966); agrégé en Economie politique et en Sociologie; diplômé du cycle de formation assistée par l'informatique (ULg); il sera professeur à l'Institut des Hautes Etudes de sciences sociales appliquées de 1984 à 1989.

Il est d'abord fonctionnaire, détaché comme secrétaire d'administration au Gouvernement provincial du Brabant (1969-1970), puis secrétaire d'administration à la direction générale de la Sélection et de la Formation (1970-1973).

Ensuite commence sa carrière dans les cabinets : attaché au Cabinet de la Secrétaire d'Etat à la Coopération au Développement Irène Pétry (1973); conseiller au Cabinet du Premier Ministre Edmond Leburton (1973-1974); conseiller dans les services du Premier Ministre Léo Tindemans (1974-1977); secrétaire (francophone) de la Commission parlementaire du dialogue communautaire (1976-1977); inspecteur général des services du Premier Ministre (1979-); nomination comme directeur général des services du Premier Ministre (1981, cassée par le Conseil d’Etat en juin 1984); chef de Cabinet du Vice-Premier Ministre et Ministre de la Fonction publique Léon Hurez; chef de Cabinet du Ministre des P.T.T. Robert Urbain, puis André Baudson; chef de Cabinet du Vice-Premier Ministre et Ministre des Communications Guy Spitaels; chef de Cabinet du Vice-Premier Ministre et du Ministre du Budget Guy Mathot; chef de Cabinet du Ministre-Président de l'Exécutif de la communauté française Philippe Moureaux; 
ensuite, il sera commissaire du Gouvernement : à la Société de Développement Régional Bruxellois (1977-1987),  à la RTBF (1981-1987 et 1988-1995) et administrateur de l'ULB (1982-1988). 

Il entrera ensuite dans le Conseils d'administration : administrateur de la Loterie Nationale (1981-1987); président du CA des Hôpitaux psychiatriques de Mons et de Tournai (1982-1995); secrétaire général du Ministère de la Communauté française (1985-); président de l'Office de Promotion du Tourisme Wallonie-Bruxelles (1984-1995); président du Centre sportif  de la Forêt de Soignes (1986-1995); président de la Société de Développement pour la Région de Bruxelles-Capitales (SDRB) (1989-1996); administrateur du Centre sportif de Bütgenbach (1991-1995); président du Centre d'entreprises incubateur EEBIC (-1996); président de la S.A. IDIM (immobilier) (1993-1996); directeur administratif du Groupe PS du Parlement bruxellois (1996-1997). 

### Condamnations
Hermanus fut condamné dans l'Affaire UNIOP-INUSOP à un an avec sursis. Il fut mis en détention préventive à la prison de Lantin du 27 janvier 1997 au 23 mars 1997; il fut condamné dans l'Affaire Agusta-Dassault à un an avec sursis. Acquitté dans le volet Agusta mais condamné dans le volet Dassault. En 2000, l'Etat belge sera condamné par la Cour européenne des droits de l'homme au sujet de l'affaire INUSOP, avec des dédommagements financiers importants. De même l’Etat a été condamné par la Cour européenne des droits de l’Homme dans l’affaire Dassault, M. Hermanus a ainsi bénéficié à nouveau de dommages et intérêts importants.  M. Hermanus a été ultérieurement réhabilité totalement par la Justice belge.[réf. nécessaire]
Après ses condamnations, il se consacre essentiellement à la supervision de projets immobiliers industriels. Il est en outre nommé directeur des Centres d’entreprises de Molenbeek, qu’il dirigera jusqu’au 1er janvier 2014. Pendant 3 ans, il sera administrateur de la Société régionale d’investissements de Bruxelles.
Au plan communal, il sera échevin des finances et de l’instruction publique de la commune de Jette de 1977 à 1996 et de 2006 à 2012. Le collège communal de Jette lui retire en 2009 ses compétences scabinales pour son comportement d'opposition au sein de la majorité politique.

## Publications
- La fonction publique – plan de réformes 1975-1985
- Options socialistes pour une fonction publique rénovée, dans Socialisme (juin 1974)
- La privatisation des services publics – analyse et esquisse de solutions, dans Socialisme (juin 1977)
- Informatique et services publics, dans Socialisme (novembre 1980)
- Grandeur et misère de la Poste, dans Tendances et Opinions (22 juin 1980)
- L’Information de l’Etat en question, dans Special (1981)
- Tempêtes sur l’Audiovisuel, Éditions du Perron, 1990
- L’Epreuve, Editions Luc Pire, Bruxelles, 1999
- Biographie du Baron Paul Halter : D'Un Camp à l’Autre, Éditions Labor, Bruxelles,  2004
- Je t’écris par delà les Nuages (Lettre ouverte à Albert Faust), éditions du Céfal, Bruxelles, 2006
- L’Ami Encombrant, Editions Luc Pire, Bruxelles, 2013
- Carnet d’un cancer tabou Editions Luc Pire, Bruxelles, 2014
- L'Orchestre Rouge, les derniers secrets, Editions Jourdan, Collection BelgoBelge, Bruxelles, 2019
- Fusiller Céline ? Ou du danger des dialogues électroniques Essai.  Édition électronique Jourdan 2020
- Paul Hymans, un géant de la politique belge dans la tourmente de l’exode, édition Jourdan, 2022
- Vu de mon bistrot – Brèves histoires de ceux qui n'en ont pas, édition Jourdan, à paraître en 2023

## Fonctions politiques
- Échevin des Finances de la Commune de Jette (1977-1982)
- Premier Échevin et Échevin des Finances et de l'Instruction publique de Jette (1983-1989)
- Échevin de l’Instruction publique et Échevin des Finances à Jette (1989-1996)
- Échevin des Affaires sociales, de l'Enseignement, du Charroi et du Patrimoine communal de Jette (2006-2010)
- Échevin dans l’opposition 2010-2012
- Membre du Parlement de la Région de Bruxelles-Capitale : 
  - Chef du groupe PS du Parlement bruxelloisdu 6 juin 1995 au 25 avril 1996.